# Liga Portuguesa de Basquetebol de 2023–24
A Liga Portuguesa de Basquetebol de 2023–24, também conhecida por Liga Betclic por razões de patrocínio, foi a 91.ª edição da maior competição de clubes portugueses de basquetebol masculino. Foi também a 16.ª temporada desde que foi renomeada para Liga Portuguesa de Basquetebol (LPB).
A equipa do Benfica conquistou seu vigésimo nono título, desta forma defende sua hegemonia.

## Participantes
| Equipa              | Localização         | Pavilhão                                             |
| ------------------- | ------------------- | ---------------------------------------------------- |
| AD Galomar          | Caniço              | Pavilhão do Caniço                                   |
| CD Póvoa            | Póvoa de Varzim     | Pavilhão Fernando Linhares de Castro                 |
| Esgueira Aveiro Oli | Esgueira            | Pavilhão CEP                                         |
| FC Porto            | Porto               | Dragão Arena                                         |
| Imortal Luzigás     | Albufeira           | Pavilhão Municipal de Albufeira                      |
| Lusitânia Expert    | Angra do Heroísmo   | Pavilhão Municipal de Desportos de Angra do Heroísmo |
| Ovarense Gavex      | Ovar                | Arena Dolce Vita                                     |
| Portimonense SC     | Portimão            | Pavilhão Desportivo da Boavista                      |
| SL Benfica          | Lisboa              | Pavilhão da Luz Nº 1                                 |
| Sporting CP         | Lisboa              | Pavilhão João Rocha                                  |
| UD Oliveirense      | Oliveira de Azeméis | Pavilhão Doutor Salvador Machado                     |
| Vitória SC          | Guimarães           | Pavilhão Unidade Vimaranense                         |

## Formato competitivo
Na fase regular, as doze equipas classificadas por direito desportivo jogam em duas voltas, como visitante e em casa, as seis melhores equipas desta fase jogam a segunda fase entre si em duas voltas para apurar as colocações que determinarão os confrontos dos playoffs. As outras seis equipas disputam duas outras vagas aos playoffs, sendo que as duas piores classificadas são relegadas à Proliga da temporada seguinte.
Na fase de playoffs as duas equipas classificadas pelo Grupo B são consideradas 7.ª e 8.ª colocadas para fim de confrontos. As séries eliminatórias são em melhor de 5.

## Fase regular

### Resultados
| Casa\Visitante      | ADG   | CDP    | ESG    | FCP    | IMO    | LUS    | OVA   | POR    | SLB    | SPO    | OLI   | VIT    |
| ------------------- | ----- | ------ | ------ | ------ | ------ | ------ | ----- | ------ | ------ | ------ | ----- | ------ |
| AD Galomar          |       | 81-88  | 68-80  | 68-81  | 88-80  | 94-80  | 64-79 | 76-78  | 70-78  | 71-89  | 55-74 | 70-95  |
| CD Póvoa            | 74-79 |        | 82-88  | 76-91  | 86-88  | 99-87  | 87-76 | 81-74  | 58-83  | 80-104 | 90-81 | 75-73  |
| Esgueira Aveiro Oli | 84-74 | 72-80  |        | 45-104 | 76-92  | 89-61  | 85-82 | 85-68  | 64-100 | 68-105 | 62-74 | 66-96  |
| FC Porto            | 91-85 | 97-81  | 106-82 |        | 93-67  | 86-73  | 79-72 | 88-75  | 79-62  | 86-72  | 74-72 | 94-72  |
| Imortal Luzigás     | 65-82 | 83-88  | 69-63  | 85-108 |        | 100-79 | 82-97 | 74-72  | 84-95  | 104-98 | 63-79 | 82-74  |
| Lusitânia Expert    | 70-93 | 73-100 | 89-83  | 67-98  | 66-80  |        | 82-85 | 75-92  | 73-113 | 70-95  | 83-98 | 68-102 |
| Ovarense Gavex      | 89-76 | 95-93  | 75-71  | 88-84  | 80-78  | 99-70  |       | 93-66  | 79-87  | 81-85  | 79-78 | 91-90  |
| Portimonense SC     | 69-74 | 72-74  | 85-78  | 73-81  | 80-74  | 67-64  | 62-58 |        | 61-105 | 94-70  | 68-69 | 72-81  |
| SL Benfica          | 91-61 | 101-77 | 110-70 | 84-78  | 103-58 | 94-51  | 84-52 | 100-67 |        | 94-70  | 73-74 | 107-66 |
| Sporting CP         | 94-80 | 78-79  | 88-73  | 83-79  | 94-64  | 107-83 | 86-91 | 94-73  | 91-88  |        | 73-85 | 98-68  |
| UD Oliveirense      | 76-69 | 104-75 | 91-73  | 90-86  | 80-73  | 98-64  | 73-76 | 78-73  | 55-77  | 90-85  |       | 80-100 |
| Vitória SC          | 82-56 | 74-83  | 60-78  | 83-88  | 80-74  | 75-70  | 79-76 | 72-64  | 91-71  | 89-92  | 77-94 |        |

### Classificação Fase Regular
| Pos. | Clube               | J  | V  | D  | PM   | PS   | Dif  | Pts | Classificação |
| ---- | ------------------- | -- | -- | -- | ---- | ---- | ---- | --- | ------------- |
| 1    | FC Porto            | 22 | 18 | 4  | 1951 | 1655 | 296  | 40  | Grupo A       |
| 2    | SL Benfica          | 22 | 18 | 4  | 2000 | 1529 | 471  | 40  | Grupo A       |
| 3    | UD Oliveirense      | 22 | 16 | 6  | 1793 | 1648 | 145  | 38  | Grupo A       |
| 4    | Sporting CP         | 22 | 15 | 7  | 1967 | 1758 | 209  | 37  | Grupo A       |
| 5    | Ovarense Gavex      | 22 | 14 | 8  | 1793 | 1741 | 52   | 36  | Grupo A       |
| 6    | CD Póvoa ESC Online | 22 | 12 | 10 | 1806 | 1854 | -48  | 34  | Grupo A       |
| 7    | Vitória SC          | 22 | 11 | 11 | 1779 | 1749 | 30   | 33  | Grupo B       |
| 8    | Imortal Luzigás     | 22 | 8  | 14 | 1719 | 1861 | -142 | 30  | Grupo B       |
| 9    | Esgueira Aveiro Oli | 22 | 7  | 15 | 1635 | 1859 | -224 | 29  | Grupo B       |
| 10   | AD Galomar          | 22 | 6  | 16 | 1634 | 1787 | -153 | 28  | Grupo B       |
| 11   | Portimonense SC     | 22 | 6  | 16 | 1573 | 1760 | -187 | 28  | Grupo B       |
| 12   | Lusitânia Expert    | 22 | 1  | 21 | 1598 | 2047 | -449 | 23  | Grupo B       |

#### Equipas relegadas ao término da época
- Lusitânia Expert[4]
- Portimonense SC[5]

## Playoffs

### Quartos de final
| Equipa 1       | Série | Equipa 2            | 1.º jogo | 2.º jogo | 3.º jogo |
| -------------- | ----- | ------------------- | -------- | -------- | -------- |
| FC Porto       | 2 - 0 | Imortal Luzigás     | 90 - 71  | 82 - 66  | n.e.     |
| Sporting CP    | 0 - 2 | Ovarense Gavex      | 81 - 87  | 91 - 93  | n.e.     |
| SL Benfica     | 2 - 0 | Vitória SC          | 81- 53   | 93 - 71  | n.e.     |
| UD Oliveirense | 2 - 1 | CD Póvoa ESC Online | 78 - 65  | 84 - 85  | 78 - 69  |

n.e.: não efetuado devido a uma das equipas já ter ganho 2 jogos

### Semifinal
| Equipa 1   | Série | Equipa 2       | 1.º jogo | 2.º jogo | 3.º jogo | 4.º jogo | 5.º jogo |
| ---------- | ----- | -------------- | -------- | -------- | -------- | -------- | -------- |
| FC Porto   | 3 - 1 | Ovarense Gavex | 70 - 73  | 77 - 60  | 86 - 83  | 77 - 74  | n.e.     |
| SL Benfica | 3 - 0 | UD Oliveirense | 100 - 55 | 91 - 69  | 77 - 64  | n.e.     | n.e.     |

n.e.: não efetuado devido a uma das equipas já ter ganho 3 jogos

### Final
| Equipa 1 | Série | Equipa 2   | 1.º jogo | 2.º jogo | 3.º jogo | 4.º jogo | 5.º jogo |
| -------- | ----- | ---------- | -------- | -------- | -------- | -------- | -------- |
| FC Porto | 0 - 3 | SL Benfica | 66 - 89  | 62 - 73  | 76 - 83  | n.e.     | n.e.     |

n.e.: não efetuado devido a uma das equipas já ter ganho 3 jogos

## Premiação
| Liga "Betclic" 2023-24 Campeões |
| ------------------------------- |
| SL Benfica 30º Título           |

## Clubes de Portugal em competições internacionais
| Clube       | Competição        | Resultado                                                      |
| ----------- | ----------------- | -------------------------------------------------------------- |
| SL Benfica  | Liga dos Campeões | Eliminado - como 4º colocado no Gr.G (1v-5d)                   |
| FC Porto    | Copa Europeia     | Eliminado - nos Playoffs contra Bahçeşehir (90-80;52-88 (-26)) |
| Sporting CP | Copa Europeia     | Eliminado - como 3º colocado no Gr. L (2v-4d)                  |